# Aisha Jambo
Aisha Jambo Ferreira Telek (Rio de Janeiro, 21 de outubro de 1985)  é uma atriz brasileira. É Bacharel em Dança pela Universidade Federal do Rio de Janeiro (UFRJ). 

## Vida pessoal
Aisha é filha da harpista Vanja Ferreira e do músico húngaro-brasileiro Jolt Telek.

## Filmografia

### Cinema
| Ano  | Título                      | Personagem             | Notas              |
| ---- | --------------------------- | ---------------------- | ------------------ |
| 1999 | Orfeu                       | Lídia                  |                    |
| 1999 | Xuxa Requebra               | Aluna do Dois Corações |                    |
| 2013 | Banho Maria                 |                        |                    |
| 2014 | Alemão                      | Letícia                | Curta-metragem     |
| 2014 | Lugar de Glória             | Glória                 | Curta-metragem     |
| 2015 | Dá licença de contar        | Iracema                | Curta-metragem     |
| 2016 | Os Dez Mandamentos: O Filme | Radina                 |                    |
| 2018 | Antes que Eu me Esqueça     | Advogada Bianca        |                    |
| 2021 | Detetive Madeinusa          | Larissa                | Amazon Prime Video |

### Televisão
| Ano       | Título                    | Personagem       | Notas                          |
| --------- | ------------------------- | ---------------- | ------------------------------ |
| 2000–03   | Malhação                  | Naomi Ramos      | Temporadas 7–9                 |
| 2004      | Cabocla                   | Ritinha          |                                |
| 2005      | Mad Maria                 | Sofia            |                                |
| 2005      | Alma Gêmea                | Sabina Bel-Lac   |                                |
| 2006      | Sob Nova Direção          | Namorada do Rick | Episódio: "Top Top Model"      |
| 2008      | Faça Sua História         | Aline            | Episódio: "Noel da Conceição"  |
| 2009      | Paraíso                   | Leni Peixoto     |                                |
| 2011      | Insensato Coração         | Patrícia         | Episódios: "5–28 de fevereiro" |
| 2011      | Batendo Ponto             | Virgínia         | Episódio: "Como Não Demitir"   |
| 2014      | As Canalhas               | Sílvia           | Episódio: "Eliana"             |
| 2014      | Natalia                   | Natália Reis     |                                |
| 2015      | Os Dez Mandamentos        | Radina           |                                |
| 2017      | O Rico e Lázaro           | Gadise           |                                |
| 2019      | Os Homens São de Marte... | Andréia          | Episódio: "Um Novo Tempo"      |
| 2021      | Desjuntados               | Gerente do Banco | Episódio: "Desjuntar"          |
| 2021      | Bugados                   | Thamires         |                                |
| 2023–2025 | A Divisão                 | Andrea Ferraz    | Temporadas 3–5                 |
| 2024      | Suíte Magnólia            | Estefânia Rocca  |                                |
| 2024      | Hoje É Dia das Crianças   | Mãe da Balú      | Especial de dia das crianças   |